# Mannington
Mannington var en civil parish fram till 1935 när den uppgick i civil parish Itteringham, i grevskapet Norfolk i England. Civil parish var belägen 7 km från Aylesham och hade 18 invånare år 1931. Byn nämndes i Domedagsboken (Domesday Book) år 1086, och kallades då Mani(n)ctuna.